# 錢皮恩 (內布拉斯加州)
錢皮恩（英語：Champion）是位於美國內布拉斯加州蔡斯縣的普查規定居民點。

## 歷史
錢皮恩的郵局自1887年營運至今。

## 人口
根據2020年美國人口普查的數據，錢皮恩的面積為0.64平方千米，當中陸地面積為0.62平方千米，而水域面積為0.02平方千米。當地共有人口115人，而人口密度為每平方千米179.69人。